# Bahavalpur
Bahavalpur (pandžabsko/urdujsko:بہاول پور‎; pandžabska izgovorjava: [bäː˨ʋɐlˈpuːɾ]; urdujska izgovorjava: [bəɦɑːwəlˈpuːɾ])) je mesto v Pandžabu v Pakistanu. Je 13. največje mesto v Pakistanu in 8. najbolj naseljeno mesto v Pandžabu. Bahavalpur je glavno mesto okraja Bahavalpur.
Bahavalpur, ki ga je leta 1748 ustanovila družina Daudpotra iz Sindha, je bilo glavno mesto nekdanje knežje države Bahavalpur, ki so ji do leta 1955 vladali Navabi iz Bahavalpurja. Navabi so zapustili bogato arhitekturno zapuščino, Bahavalpur pa je znan po svojih spomenikih iz tistega obdobja. Mesto leži na robu puščave Čolistan in služi kot prehod v bližnji narodni park Lal Suhanra.
Muzej Bahavalpur, ustanovljen leta 1976, je muzej arheologije, umetnosti, dediščine, sodobne zgodovine in religije. Je pod nadzorom okrožne vlade Bahavalpur.

## Zgodovina
Bahavalpur je bil med 584 kneževskimi državami pred razdelitvijo Indije.

### Zgodnja zgodovina
Država Bahavalpur je bila dom različnih starodavnih družb. Regija Bahavalpur je bila v novejši zgodovini del province Multan Mogulskega cesarstva. Vsebuje ruševine iz Indske civilizacije, pa tudi starodavna budistična mesta, kot je bližnja Patan minara. Britanski arheolog sir Alexander Cunningham je regijo Bahavalpur identificiral kot dom kraljestev Jaudheja iz Mahābhārate.ref>Gupta, Parmanand (1989). Geography from Ancient Indian Coins & Seals (v angleščini). Concept Publishing Company. ISBN 9788170222484.</ref> Pred ustanovitvijo Bahavalpurja je bilo glavno mesto regije Čolistan Uč Šarifa – regionalno metropolitansko središče med 12. in 17. stoletjem, ki slovi po svoji zbirki zgodovinskih svetišč, posvečenih muslimanskim mistikom iz 12. do 15. stoletja, zgrajenih v lokalnem slogu regije.

### Ustanovitev
Bahavalpur je leta 1748 ustanovil Navab Bahaval Kan I., potem ko se je preselil v regijo okoli Uča iz Šikarpurja, Sindh. Bahavalpur je nadomestil Deravar kot glavno mesto klana. Mesto je sprva cvetelo kot trgovska postaja na trgovskih poteh med Afganistanom in osrednjo Indijo.

### Napadi Durranov
Leta 1785 je poveljnik Durranov Sirdar Kan napadel mesto Bahavalpur in uničil številne njegove stavbe v imenu Mian Abdul Nabi Kalhora iz Sinda. Bahavalpurjeva vladajoča družina, skupaj s plemiči iz bližnjega Uča, so se bili prisiljeni zateči v trdnjavo Deravar, kjer so uspešno odbili nadaljnje napade. Napadajoče sile Durranijev so sprejele 60.000 rupij kot nazrana ali davek, čeprav je moral Bahaval Kan pozneje poiskati zatočišče v državah Radžput, ko so afganistanski Durrani zasedli trdnjavo Deravar. Bahaval Kan se je vrnil, da bi osvojil utrdbo prek Uča, in ponovno vzpostavil nadzor nad Bahavalpurjem.

### Knežja država
Knežjo državo Bahavalpur je leta 1802 ustanovil Navab Mohamed Bahaval Kan II. po razpadu Durranskega imperija in je imela sedež v mestu.

### Napadi Sikhov in pogodbe z Britanci
Leta 1807 je Randžit Singh iz cesarstva Sikhov oblegal utrdbo v Multanu, zaradi česar so begunci poiskali varnost v Bahavalpurju zaradi njegovih roparskih sil, ki so začele napadati podeželje okoli Multana. Randžit Singh je sčasoma umaknil obleganje in dal Navabu iz Bahavalpurja nekaj daril, ko so se sikhske sile umaknile.
Bahalvapur je ponudil postojanko stabilnosti po razpadajoči mogulski vladavini in upadajoči moči horasanske monarhije. Mesto je postalo zatočišče za ugledne družine iz prizadetih območij, videlo pa je tudi pritok verskih učenjakov, ki so se izognili utrditvi oblasti Sikhov v Pandžabu.
V strahu pred invazijo sikhskega imperija je Navab Mohamed Bahaval Kan III. 22. februarja 1833 podpisal pogodbo z Britanci, ki je zagotovila neodvisnost Navabov in avtonomijo Bahavalpurja kot knežje države. Pogodba je Britancem zagotovila prijazno južno mejo med njihovo invazijo na sikhski imperij.

### Trgovske poti
Trgovske poti so se do leta 1830 premaknile iz Bahavalpurja in britanski obiskovalci mesta so opazili več praznih trgovin na mestnem bazarju. Prebivalstvo je bilo v tem času ocenjeno na 20.000 in bilo sestavljeno predvsem iz Hindujcev. Tudi leta 1833 sta bili reki Satledž in Ind odprti za plovbo, kar je omogočilo, da je blago doseglo Bahavalpur. Do leta 1845 so na novo odprte trgovske poti v Delhi ponovno vzpostavile Bahavalpur kot trgovsko središče. Mesto je bilo v poznem 19. stoletju znano kot središče proizvodnje svilenih izdelkov, lungijev in bombažnih izdelkov. Ugotovljeno je bilo, da je mestna svila višje kakovosti kot svila iz Benaresa ali Amritsarja.
- Sadek Mohamed Kan V. je služil kot zadnji Navab Bahavalpurja
- Vladajoča družina Abbasi je bližnjo trdnjavo Deravar smatrala za tradicionalno obrambo svoje moči
- Osrednja knjižnica Bahavalpurja je iz obdobja knežje države

### Povečan britanski vpliv
Kriza leta 1866 zaradi nasledstva prestola v Bahavalpurju je opazno povečala britanski vpliv v knežji državi. Bahavalpur je bil leta 1874 ustanovljen kot občina. Navab iz Bahalvapurja je leta 1887 praznoval zlati jubilej kraljice Viktorije na državnem praznovanju v palači Noor Mahal. Leta 1901 je bilo v mestu 18.546 prebivalcev.

### Druga svetovna vojna
Ob izbruhu druge svetovne vojne leta 1939 je bil Navab iz Bahavalpurja prvi vladar knežje države, ki je ponudil svojo polno podporo in sredstva države vojnim prizadevanjem krone.

### Pridružitev Pakistanu
Britanske knežje države so dobile možnost, da se pridružijo Pakistanu ali Indiji po britanskem umiku s podceline avgusta 1947. Mesto in kneževska država Bahavalpur sta se pridružila Pakistanu 7. oktobra 1947 pod Navabom Sadikom Mohamedom Khanom Abbasijem V. Bahadurjem. Po osamosvojitvi so se mestne manjšinske hindujske in sikhske skupnosti množično preselile v Indijo, medtem ko so se muslimanski begunci iz Indije naselili v mestu in okolici.

### Sodobnost
Mohamed Zia-ul-Haq, šesti predsednik Pakistana, je umrl v letalski nesreči 17. avgusta 1988 v Bahavalpurju blizu reke Satledž, potem ko je vzletel z letališča Bahavalpur. V nesreči so umrli tudi Zijin tesni pomočnik Akhtar Abdur Rehman, ameriški diplomat Arnold Lewis Raphel in 27 drugih.

## Geografija
Mesto ima edini pakistanski železniški most čez reko Satledž, ki povezuje Pešavar in Karači.
Bahavalpur leži približno 117 metrov nad morsko gladino. Podnebje je suho; po Köppen-Geigerjevem sistemu uvrščamo med semi aridne (BSh). Padavine znašajo okoli 289 milimetrov na leto. Povprečna letna temperatura je 25,7 °C.

### Narodni park Lal Suhanra
Lal Suhanra je narodni park v Pakistanu. Sam park je približno 35 kilometrov vzhodno od Bahavalpurja. Je eden največjih narodnih parkov v južni Aziji in ga je UNESCO razglasil za biosferni rezervat. Lal Sohanra je znan po raznolikosti svoje pokrajine, ki vključuje puščavske, gozdne in močvirne ekosisteme.

## Gospodarstvo
Glavne poljščine, po katerih je Bahavalpur prepoznaven, so bombaž, sladkorni trs, pšenica, sončnična semena, seme ogrščice/gorčice in riž. Bahavalpurski mango, citrusi, datlji in guave je nekaj od sadja, ki se izvaža iz države. Zelenjava vključuje čebulo, paradižnik, cvetačo, krompir in korenje. Kot rastoče industrijsko mesto je vlada revolucionirala in liberalizirala različne trge, ki so omogočili kavstično sodo, odzrnjevanje in stiskanje bombaža, mline za moko, sadne sokove, splošni inženiring, valjarne za železo in jeklo, statve, oljarne, perutninsko krmo, sladkor, predenje tekstila, tkanje tekstila, rastlinski ghee in industrija jedilnega olja za razcvet. Ovce in govedo gojijo za izvoz volne in kož.

### Rokodelstvo
Bahavalpur je znan po svojih preprogah, vezeninah in keramiki. Vlada Pandžaba je ustanovila center za razvoj obrti, kjer je mogoče kupiti ročne izdelke. Te ročne izdelke večinoma izdelujejo na območju Čolistan. Sledi seznam nekaterih spominki, izdelani v mestu:
- Flassi: Sestavljen je iz kamelje dlake in se lahko uporablja kot preproga ali stensko obešanje
- Gindi: Barvita kombinacija bombažnega blaga z nežnim šivanjem. Lahko se uporablja kot odeja, preproga ali prevleka za posteljo
- Čangaries: iz palmovih listov. Uporabi se lahko kot okrasni stenski obešalnik ali za shranjevanje čapatijev / pšeničnega kruha
- Khalti: Nekakšna torbica z večbarvnim sukancem
- Umetnina: Posebna tradicionalna vezenina na kurtah, čadarju/šalih itd.